# Kelsey Jones
Herbert Kelsey Jones (* 17. Juni 1922 in South Norwalk/Connecticut, Vereinigte Staaten; † 10. Oktober 2004 in Toronto) war ein kanadischer Komponist, Cembalist, Pianist, Organist, Dirigent und Musikpädagoge.

## Leben
Jones wuchs in Portland (Maine) auf und ging 1939 nach New Brunswick, um an der Mount Allison University bei Harold Hamer zu studieren. Später setzte er seine Ausbildung bei Ernest MacMillan, Healey Willan und Leo Smith an der University of Toronto und 1939–40 bei Nadia Boulanger in Paris fort. 1948–49 unterrichtete er Musiktheorie an der Mount Allison University und dirigierte deren Studentenorchester. 1950 gründete er das Saint John Symphony Orchestra, dessen Dirigent er bis 1954 war. Von 1954 bis zu seiner Emeritierung 1984 unterrichtete er Kontrapunkt und Fuge an der McGill University.
In den 1950er Jahren trat Jones mit seiner Frau Rosabelle Jones als Klavierduo auf. Er war Cembalist des McGill Chamber Orchestra und des Montreal Symphony Orchestra und gehörte 1957 zu den Gründern des Baroque Trio of Montreal, das unter anderem seine Sonata di camera und Sonata di chiesa aufnahm. Neben Werken für den Montreal Bach Choir und die Montreal Recorder Group, die Jeunesses Musicales of Canada und die Tudor Singers of Montreal komponierte er 1967 für die CBC die Kammeroper Sam Slick (Libretto von Rosabelle Jones nach Thomas Chandler Haliburtons The Clockmaker), die unter Leitung von Ettore Mazzoleni uraufgeführt wurde.

## Werke
- Miramichi Ballad für Orchester, 1954
- Jack and the Beanstalk für Kinderstimme, gemischten Chor und Klavier zu vier Händen oder Orchester, 1954
- A Suite for Flute and Strings, 1954
- Four Pieces for Recorder Quartet, 1955
- Nonsense Songs für gemischten Chor, 1955
- Songs of Time für gemischten Chor und Klavier zu vier Händen, 1955
- Mosaic für Flöte, Viola und Harfe, 1956
- Sonata da Camera für Flöte, Oboe und Cembalo, 1957
- To Music, Liedzyklus für Alt und Klavier, 1957
- Songs of Experience für gemischten Chor, 1958
- Introduction and Fugue für Violine und Klavier, 1959
- Songs of Innocence für Sopran und Kammerorchester, 1961
- Rondo for Solo Flute, 1963
- Prophecy of Micah für gemischten Chor und Instrumentalensemble, 1963
- Sonata da Chiesa für Flöte, Oboe und Cembalo, 1967
- Sam Slick, Kammeroper für 8 Solostimmen und Orchester, 1967
- Quintet for Winds, 1968
- Adagio, Presto and Fugue für Streichquartett und Streichorchester, 1973
- Songs of Winter für Sopran, Alt und Klavier, 1973
- Passacaglia and Fugue für Bläserquintett, 1975
- Fantasy on a Theme für Orchester, 1976
- Da Musica, con Amore für gemischten Chor und Bläserquintett, 1977
- Musica d'Occasione für Bläserquintett, 1982
- Three Preludes and a Fugue: A Little Offering für gemischten Chor und Saxophon, 1982

## Quelle
- Kelsey Jones. In:  Encyclopedia of Music in Canada. herausgegeben von The Canadian Encyclopedia (englisch, französisch).

| Personendaten    | Personendaten                                                                   |
| ---------------- | ------------------------------------------------------------------------------- |
| NAME             | Jones, Kelsey                                                                   |
| ALTERNATIVNAMEN  | Jones, Herbert Kelsey (vollständiger Name)                                      |
| KURZBESCHREIBUNG | kanadischer Komponist, Cembalist, Pianist, Organist, Dirigent und Musikpädagoge |
| GEBURTSDATUM     | 17. Juni 1922                                                                   |
| GEBURTSORT       | South Norwalk                                                                   |
| STERBEDATUM      | 10. Oktober 2004                                                                |
| STERBEORT        | Toronto                                                                         |